# Nephthea mollis
Nephthea mollis is een zachte koraalsoort uit de familie Nephtheidae. De koraalsoort komt uit het geslacht Nephthea. Nephthea mollis werd in 1936 voor het eerst wetenschappelijk beschreven door Macfadyan. 